# Воробьёв, Николай Тимофеевич (танкист)
Николай Тимофеевич Воробьёв (1921—2001) — лейтенант Советской Армии, участник Великой Отечественной войны, Герой Советского Союза (1945).

## Биография
Николай Воробьёв родился 27 декабря 1921 года в станице Атаманской (ныне — Павловский район Краснодарского края) в семье крестьянина. В 1939 году он окончил Ленинградское педагогическое училище (станица Ленинградская Краснодарского края). В том же году по направлению Наркомата просвещения РСФСР переехал в Хабаровск, где работал учителем начальных классов средней школы. В октябре 1940 года Воробьёв был призван на службу в Рабоче-крестьянскую Красную Армию. В 1942 году он окончил танковое училище. С апреля 1943 года — на фронтах Великой Отечественной войны. К февралю 1945 года лейтенант Николай Воробьёв командовал танковым взводом 12-го танкового полка 25-й гвардейской механизированной бригады 7-го гвардейского механизированного корпуса 6-й армии 1-го Украинского фронта. Отличился во время боёв за город Бреслау (ныне — Вроцлав, Польша).
10 февраля 1945 года Воробьёв во главе своего взвода прорвался на немецкий аэродром к югу от Бреслау и огнём и гусеницами танков уничтожил 9 самолётов и 3 зенитных орудия. В том бою взвод взял в плен 49 солдат и офицеров противника. 12 и 13 февраля 1945 года взвод успешно сорвал попытку противника прорваться из окружения.
Указом Президиума Верховного Совета СССР от 10 апреля 1945 года за «образцовое выполнение боевых заданий командования на фронте борьбы с немецкими захватчиками и проявленные при этом мужество и героизм» лейтенант Николай Воробьёв был удостоен высокого звания Героя Советского Союза с вручением ордена Ленина и медали «Золотая Звезда» за номером 7382.
В 1946 году Воробьёв был уволен в запас. Проживал и работал в станице Ленинградская Краснодарского края, позднее переехал в Краснодар. Умер 29 декабря 2001 года, похоронен на Славянском кладбище Краснодара.
Был также награждён орденами Отечественной войны 1-й степени и Красной Звезды, а также рядом медалей.
Имя Героя Советского Союза Н. Т. Воробьёва носит школа № 40 станицы Ленинградская.